# ネガティブハッピー・チェーンソーエッヂ
『ネガティブハッピー・チェーンソーエッヂ』（英語表記：Negative Happy Chainsaw Edge）は、滝本竜彦による日本のライトノベル。イラストは安倍吉俊が担当している。単行本が角川書店より2001年11月に刊行された。第5回角川学園小説大賞特別賞受賞作。
2002年にラジオドラマ化、2007年に漫画化、2008年に映画化された。

## あらすじ
平凡な高校生の山本陽介は、買い物の帰り道にチェーンソーを持った男と戦う女子高生の雪崎絵理と出会う。絵里は、チェーンソー男と遭遇した時から突如常人離れした身体能力が発現し、それ以来不死身のチェーンソー男と互角の死闘を繰り広げているという。いくら攻撃をしても全く倒せないチェーンソー男をめぐり、陽介の日常が大きく変わろうとしている。

## 登場人物
山本 陽介（やまもと ようすけ）
本作の主人公。高校2年生。2年からの成績は悪く、寮生活を漠然と送っている。
雪崎 絵理（ゆきざき えり）
本作のヒロイン。陽介とは違う高校の1年生。ある日を境にチェーンソー男と戦う様になり、それを倒す事が本当の幸せだと思っている。チェーンソー男と遭遇した際、突如常人離れした身体能力が発現し、以来不死身のチェーンソー男と互角の死闘を繰り広げている。
渡辺（わたなべ）
陽介の友人。同じく不良で万引きを繰り返している。事あるごとに自分には才能があると自称するが、どれも成功をしたためしが無い。
能登 弘一（のと ひろかず）
陽介・渡辺の友人。バイク事故で死去した。不健康で貧弱な人間であるが独特の善悪感情を持っており、自己に忠実でなかったり、事なかれ主義の人間を見ると激怒し、手がつけられなくなる。
チェーンソー男
チェーンソーを持つ謎の男。毎日夜中に現れては絵理と奮闘している。不死身で顔は若者か老人か区別がつかないものの、絵理と同等かそれ以上の化け物じみた身体能力を有している。
加藤先生
下宿のお姉さん

## 既刊一覧

### 小説
- 滝本竜彦（著） / 安倍吉俊（イラスト） 『ネガティブハッピー・チェーンソーエッヂ』 角川書店、2001年11月28日発売[3]、ISBN 4-04-873338-9
  - 「文庫版」2004年6月25日発売[4]、ISBN 4-04-374701-2

### 漫画
- 滝本竜彦（原作） / 佐伯淳一（作画） 『ネガティブハッピー・チェーンソーエッヂ』 角川書店〈角川コミックス・エース〉、全2巻
  1. 2008年1月23日発売[5]、ISBN 978-4-04-715019-5
  2. 2008年6月24日発売[6]、ISBN 978-4-04-715067-6

## ラジオドラマ
2002年、NHK青春アドベンチャーによりラジオドラマ化され、全10回で放送された。

### 声の出演
- 山本陽介：原田篤
- 雪崎絵理：占部房子
- 渡辺：新田亮
- 能登弘一：眞島秀和
- 加藤先生：モロ師岡
- 下宿のお姉さん：佐藤真弓
- 校長：大槻修治
- ファミレス店員・生徒：美月沙織

## 映画
北村監督の長編第一作。監督曰く「（この作品は）娯楽映画だが、テーマは真逆のところに隠れている。そのテーマが何なのかを考えながら観ていただければ楽しめると思うし、その答えらしきものがわかればこのチェーンソー男が何だろうという答えにもつながっていくと思う」と述べている。
なお、劇中挿入歌「根性なし」は、劇中で結成されるバンド”俺さまーズ”（市原隼人・三浦春馬・浅利陽介）で歌唱している。

### キャスト
- 山本陽介：市原隼人[9]
- 雪崎絵里：関めぐみ[9]（少女時代：赤嶺星奈）
- 渡辺：浅利陽介[9]
- 能登：三浦春馬[9]
- 裕美：野波麻帆[7]
- 加藤先生：板尾創路[7]
- C組の港：堀井茶渡[7]
- D組の鳥越：坂田直貴[7]
- 市場の肉屋・店長：佐藤佐吉[7]
- ファミレスのウェイトレス：木口亜矢[7]
- チェーンソー男：新上博巳[7]

### スタッフ
- 原作 - 滝本竜彦[9]
- 監督：北村拓司[9]
- 脚本：小林弘利[9]
- 音楽：高橋哲也[9]
- 撮影：小林元[9]
- 編集：伊藤伸行[7]
- 美術：川村泰代[7]
- 録音：横野一氏工[7]
- 衣裳：小里幸子[7]
- ヘアメイク：本田真理子[7]
- アクション監督：小池達朗[9]
- 主題歌：GReeeeN「BE FREE」[9]
- プロデューサー：松村傑[9]、廣瀬和宏[9]、山本章[9]
- 製作プロダクション：日活撮影所、デジタル・フロンティア
- 配給：日活[7]
- 製作：「ネガティブハッピー・チェーンソーエッヂ」製作委員会（デジタル・フロンティア、日活、インデックス、ユニバーサルミュージック、ティー・ワイ・オー、モンスターフィルムス）

### 評価
第4回日本映画エンジェル大賞佳作入賞。第20回東京国際映画祭「日本映画・ある視点」上映作品。